# Herfindahl-index
De Herfindahl-index (soms ook Herfindahl-Hirschman-index) is een term uit de micro-economie, meer in het bijzonder het terrein van mededinging, en is een maat voor de concentratie (marktaandeel) in een bedrijfstak. Hij kan daarmee gebruikt worden voor de beantwoording van de vraag in welke mate er in een bedrijfstak sprake is van een (bijna-)monopolie, een oligopolie, of van een goed gespreid scala aan aanbieders. De index is vernoemd naar de economen Orris C. Herfindahl en Albert O. Hirschman.

## Definitie
De Herfindahl-index is de som van de kwadraten van alle marktaandelen in een bepaalde regio, dit kan zijn een land of meerder landen zoals bijvoorbeeld de Europese Unie.
Zijn M1, M2, ..., Mn de relatieve marktaandelen van alle n aanbieders in een bedrijfstak, dan is de index voor die bedrijfstak
{\displaystyle I=\sum _{i=1}^{n}M_{i}^{2}}
Een correcte omschrijving van de bedrijfstak is natuurlijk cruciaal. Hoe strenger de definitie, hoe vlugger er sprake is van een gering aantal aanbieders met relatief grote marktaandelen.

### Voorbeeld
Stel dat de bedrijfstak "fietsverlichting" in Nederland door vier leveranciers beheerst wordt. In de tabel staan vier rekenvoorbeelden met verschillende marktaandelen:
| Bedrijf | MA   | H-Index | MA   | H-Index | MA   | H-Index | MA   | H-Index |
| ------- | ---- | ------- | ---- | ------- | ---- | ------- | ---- | ------- |
| A       | 25%  | 0,0625  | 75%  | 0,5625  | 30%  | 0,09    | 60%  | 0,36    |
| B       | 25%  | 0,0625  | 15%  | 0,0225  | 30%  | 0,09    |      |         |
| C       | 25%  | 0,0625  | 5%   | 0,0025  | 30%  | 0,09    | 30%  | 0,09    |
| D       | 25%  | 0,0625  | 5%   | 0,0025  | 10%  | 0,01    | 10%  | 0,01    |
| Som     | 100% | 0,25    | 100% | 0,59    | 100% | 0,28    | 100% | 0,46    |
| Delta   |      |         |      |         |      |         |      | 0,18    |

Bij vier aanbieders van gelijke grote is de uitkomst 0,25. In de tweede situatie heeft het grootste bedrijf 75% van de markt in handen en de overige drie de resterende 25%, de uitkomt is dan 0,59 en er is sprake van meer geconcentreerde markt. In het derde en vierde kolom wordt het effect zichtbaar wanneer bedrijf B samengaat met bedrijf A. Voor de overname was de index 0,28 en na de overname 0,46, een delta van 0,18. De delta kan ook worden berekend door de marktaandelen van de twee betrokken bedrijven te vermenigvuldigen en deze uitkomst te verdubbelen, in het laatste voorbeeld in de tabel: 0,3×0,3×2=0,18. 
Bij deze wijze van berekenen wordt dus zowel rekening gehouden met het aantal aanbieders in een bedrijfstak als met de verschillen in marktaandeel.
De maximale score is 1, hetgeen bereikt wordt bij de situatie dat er slechts een aanbieder is die dus 100% van de markt bestrijkt. Bij een groot aantal aanbieders, met ongeveer gelijke marktaandelen, nadert deze index tot 0.
Uiteraard zal een verschil van mening omtrent het aanwezig zijn van een (ongewenste) mate van concentratie vooral gevoerd worden over de boeg van de definitie van "de markt". Hoe "nauwer" een markt wordt gedefinieerd, hoe eerder een hoge graad van concentratie aanwezig is. (Als "de markt" van een schoenmaker zou worden omschreven als "de markt voor schoenen in de straat waar hij is gevestigd", zouden de meeste detaillisten plotseling een monopolie blijken te hebben...)
In de praktijk worden de marktaandelen soms als hele getallen gekwadrateerd. Met de marktaandelen van het laatste voorbeeld in de tabel komt dan de berekening op 60²×30²×10²=4600. Dit is een factor 10.000 hoger, maar dat is slechts een kwestie van weergave.

## Gebruik
De Herfindahl-index kan bijvoorbeeld gebruikt worden bij de beoordeling van de vraag of fusies en overnames tot verstoring van concurrentieverhoudingen zouden leiden. Een belangrijke verhoging van de index wordt dan als minder wenselijk beschouwd. Indicatief kan gesteld worden dat een index van 0,10 (of 1000) duidt op een redelijke groot aantal aanbieders met redelijk gelijke marktmacht, maar dat bij 0,20 (of 2000) toch al van een behoorlijke concentratie sprake lijkt te zijn.
Voor grotere fusies is vaak toestemming nodig, van instanties als de Europese Commissie en het Amerikaanse Department of Justice (DoJ) of de Federal Trade Commission (FTC). Hoewel dit niet een kwestie is van simpelweg noemen van een grenswaarde, kan een eenmaal berekende Herfindahl-index wel een hulpmiddel zijn bij de beantwoording van die vraag. Een duidelijk hoger cijfer voor de situatie na een voorgenomen fusie in een bedrijfstak zal dan in het algemeen duiden op een sterk toegenomen marktmacht van de gefuseerde onderneming, en kan dan als nadelig voor de concurrentieverhoudingen (en daarmee voor de positie van de consument) worden beschouwd.
De Europese Commissie geeft indicatieve drempels in "Richtsnoeren voor de beoordeling van horizontale fusies". Zo wordt een fusie zelden als problematisch beschouwd als de post-merger-HI minder dan 0,10 bedraagt. Bij hogere post-merger-concentraties wordt ook het verschil tussen de pre-merger- en de post-merger-HI in rekening gebracht, de zogenaamde delta. Een fusie is zelden problematisch als de post-merger-HI minder is dan 0,20 en de delta bedraagt ten hoogste 0,025. Als de delta minder is dan 0,015 dan wordt de fusie vaak toegelaten ongeacht de concentratiegraad, omdat een eventuele hoge concentratiegraad niet het gevolg is van de fusie.
In de Verenigde Staten worden de volgende vuistregels gehanteerd. Markten met een HI van 1800 en meer worden als geconcentreerd bestempeld en een fusie- of overnamevoorstel waarbij de HI met 100 punten toeneemt wordt gezien als concurrentie beperkend en zijn onderwerp van onderzoek. Dit geldt ook voor bedrijven met een marktaandeel van 30% of meer die een voorstel doen waarbij de HI met 100 punten stijgt.
De vuistregels geven een eerste indicatie van de marktconcentratie. Toezichthouders en bedrijven gaan veelal in gesprek om concentratieproblemen te signaleren en mogelijke oplossingen aan te dragen. Er kan toestemming volgen onder voorwaarden, waarbij de toezichthouder toestemming geeft na maatregelen die de concurrentie minder beperken.